# Laura Gillen
Laura Anne Gillen (Baldwin, 10 luglio 1969) è una politica statunitense, membro della Camera dei Rappresentanti per lo stato di New York dal 2025.

## Biografia
Nata in un piccolo centro, Laura Gillen frequentò l'Università di Georgetown e si laureò in giurisprudenza presso la New York University School of Law. Successivamente svolse la professione di avvocato, specializzandosi in contenziosi commerciali. Da ragazza, ebbe modo di svolgere un'esperienza umanitaria con le missionarie della carità di Madre Teresa di Calcutta.
Nel 2017, si candidò alla carica di supervisore della città di Hempstead e sconfisse di misura il repubblicano uscente Anthony J. Santino, divenendo la prima esponente del Partito Democratico eletta per quella posizione in oltre un secolo.
Durante quella campagna elettorale, Laura Gillen si espresse in maniera critica contro Santino per come si era comportato nei confronti dei membri del consiglio comunale Bruce Blakeman ed Erin King-Sweeney. I due politici sostenevano infatti che la proposta di Santino di porre un tetto ai redditi esterni dei consiglieri fosse una mossa per cercare di estrometterli dall'assemblea e Gillen li spalleggiò. Blakeman, che era un repubblicano, appoggiò pubblicamente Laura Gillen nella sua candidatura contro Santino.
Nel 2018, Laura Gillen presentò un piano quinquennale in cui stanziava 160 milioni di dollari per il rifacimento delle autostrade e altri fondi per il miglioramento delle risorse cittadine, tra cui parchi pubblici, un centro per le emergenze e un laboratorio per le analisi idriche.
Nel 2022, quando la deputata in carica Kathleen Rice annunciò il suo intento di non concorrere per un nuovo mandato, Laura Gillen si candidò per il suo seggio alla Camera dei Rappresentanti. Riuscì a vincere le primarie, ma nonostante fosse data per favorita, venne sconfitta con un margine di diecimila voti dal repubblicano Anthony D'Esposito.
Due anni più tardi, Laura Gillen annunciò la propria intenzione di candidarsi nuovamente contro D'Esposito, che nel frattempo era stato colpito da alcuni scandali; la campagna elettorale della signora Gillen fu incentrata sui temi dell'immigrazione e dell'aborto, che lei difese strenuamente riportando anche un'esperienza personale avuta circa vent'anni prima, quando un'interruzione di gravidanza a causa di problemi di salute del feto le aveva salvato la vita. La strategia si rivelò vincente e Gillen riuscì a raccogliere il 51% dei voti, approdando così al Congresso come deputata.
Sposata, è madre di quattro figli.